# Бојана (име)
Бојана је женско словенско име, настало од имена Бојан. Користи се у Србији, Бугарској,  Словенији, Македонији, Хрватској, Чешкој и Словачкој.

## Популарност
У Србији је ово име у периоду од 2003. до 2005. било на 31. месту по популарности. У Словенији је 2007. било на 94. месту.

## Познати
- Бојана Бамбић, глумица
- Бојана Бобушић, тенисерка
- Бојана Вулић, кошаркашица
- Бојана Вунтуришевић, певачица
- Бојана Живковић, одбојкашица
- Бојана Јанковић, кошаркашица
- Бојана Јовановски, тенисерка
- Бојана Маљевић, глумица
- Бојана Миленковић, одбојкашица
- Бојана Милошевић, кошаркашица
- Бојана Новаковић, глумица
- Бојана Ординачев, глумица
- Бојана Панић, манекенка
- Бојана Поповић, рукометашица
- Бојана Радуловић, рукометашица
- Бојана Стаменов, певачица
- Бојана Тодоровић, одбојкашица